# 천안서초등학교
천안서초등학교는 대한민국 충청남도 천안시 서북구에 있는 공립 초등학교이다.

## 학교 연혁
- 1990년 2월 19일: 설립인가
- 1990년 3월 1일: 개교
- 1997년 3월 1일: 64학급(특수 1학급) 편성
- 2018년 2월 13일: 제28회 129명 졸업
- 2018년 3월 1일: 30학급(특수 3학급) 편성
- 2019년 12월 31일: 제30회 123명 졸업
- 2020년 3월 1일: 34학급(특수 3학급) 편성

## 참고 자료
- 천안서초등학교 - 한국교육학술정보원 학교알리미